# Les Ponts-de-Cé

Les Ponts-de-Cé este o comună în departamentul Maine-et-Loire, Franța. În 2009 avea o populație de 11,575 de locuitori.